# Avenue Raymond-Aron
L'avenue Raymond-Aron est une voie de communication d'Antony dans les Hauts-de-Seine, située sur l'ancienne route nationale 20.

## Situation et accès
Cette avenue est desservie par la gare du Parc de Sceaux, sur la ligne de Sceaux.

## Origine du nom

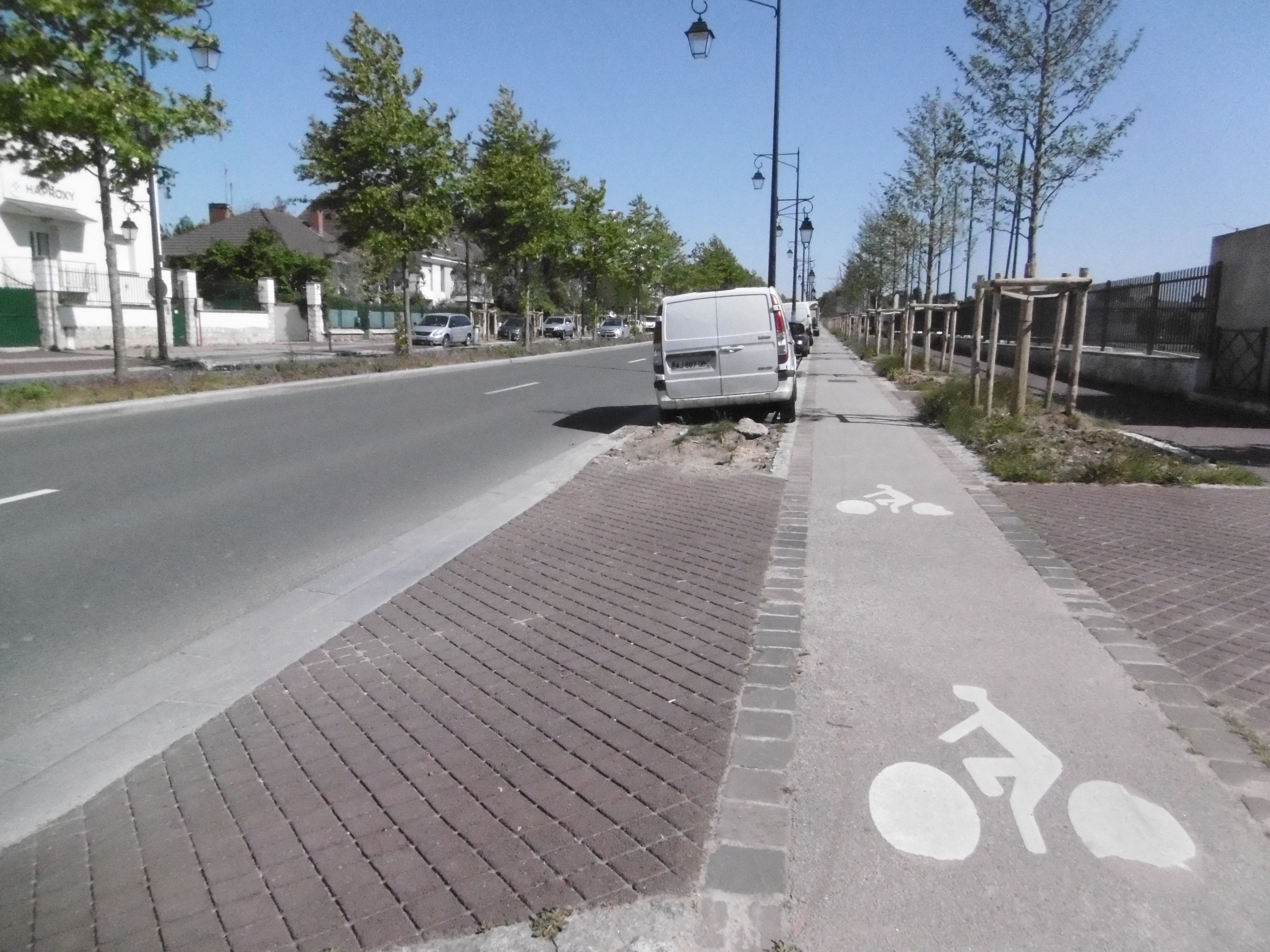
Piste cyclable sur trottoir, avenue Raymond-Aron, mai 2020.

C'est en 1985, sous la première mandature de Patrick Devedjian que cette avenue est renommée en hommage à l'écrivain et journaliste français Raymond Aron (1905-1983). Le maire de la ville salua à cette occasion le philosophe « qui engagea la plus vaste démystification intellectuelle contre l’idéologie stalinienne ».

## Bâtiments remarquables et lieux de mémoire
- Au no 2, gendarmerie de la Croix de Berny, bâtiment du début du XXe siècle inscrit à l'inventaire général du patrimoine culturel[4]
- Église Saint-François-d'Assise d'Antony, construite en 1972.
- Parc des Sports de la Croix de Berny.
- Centre de recherche Sanofi.

## Pour approfondir